# Gouvernement Drnovšek II
Le deuxième gouvernement de Janez Drnovšek était le troisième de la Slovénie depuis la proclamation de son indépendance le 23 décembre 1990.
Il était constitué d'une coalition comprenant les partis suivants : 
- Démocratie libérale slovène (LDS)
- Liste unifiée des sociaux-démocrates (ZLSD)
- Parti social-démocrate de Slovénie (SDSS)
- Chrétiens démocrate slovènes (SKD)

À noter que le SDSS a quitté la coalition le 29 mars 1994, et que la ZLSD a quitté la coalition le 31 janvier 1996.
Le mandat du gouvernement a débuté le 25 janvier 1993 et s'est achevé le 27 février 1997.

## Composition
| Portefeuille                                   | Titulaire                    |
| ---------------------------------------------- | ---------------------------- |
| Président du gouvernement                      | Janez Drnovšek               |
| Travail, Famille et Affaires sociales          | Jožica Puhar                 |
| Travail, Famille et Affaires sociales          | Rina Klinar (21.06.1994)     |
| Travail, Famille et Affaires sociales          | Anton Rop (31.01.1996)       |
| Relations économiques et Développement         | Davorin Kračun               |
| Relations économiques et Développement         | Janko Deželak (26.01.1995)   |
| Finances                                       | Mitja Gaspari                |
| Affaires économiques                           | Maks Tajnikar                |
| Affaires économiques                           | Metod Dragonja (31.01.1996)  |
| Agriculture et Forêts                          | Jožef Jakob Osterc           |
| Culture                                        | Sergij Pelhan                |
| Culture                                        | Janez Dular (31.01.1996)     |
| Intérieur                                      | Ivan Bizjak                  |
| Intérieur                                      | Andrej Šter (08.06.1994)     |
| Défense                                        | Janez Janša                  |
| Défense                                        | Jelko Kacin (29.03.1994)     |
| Environnement et Aménagement du territoire     | Miha Jazbinšek               |
| Environnement et Aménagement du territoire     | Pavel Gantar (28.02.1994)    |
| Justice                                        | Miha Kozinc                  |
| Justice                                        | Metka Zupančič (19.07.1994)  |
| Transports et Communications                   | Igor Umek                    |
| Education et Sport                             | Slavko Gaber                 |
| Santé                                          | Božidar Voljč                |
| Science et Technologie                         | Rado Bohinc                  |
| Science et Technologie                         | Andrej Umek (31.01.1996)     |
| Affaires étrangères                            | Alojz Peterle                |
| Affaires étrangères                            | Zoran Thaler (26.01.1995)    |
| Affaires étrangères                            | Davorin Kračun (19.07.1996)  |
| Sans portefeuille Chargé de l'Autonomie locale | Boštjan Kovačič (16.09.1994) |
| Sans portefeuille Chargé de la Législation     | Alojz Janko (23.03.1993)     |